# Felice Schachter
Felice Schachter (New York, 17 novembre 1963) è un'attrice statunitense, conosciuta soprattutto per il ruolo di Nancy in L'albero delle mele.

## Biografia e carriera
Felice Schachter è nata nel Queens, a New York, da Suzanne Marion (nata Mokotoff), un'impresaria teatrale, e Alex Schachter, agente immobiliare e contabile. Suzanne, fondatrice della Suzelle Enterprises, ha aiutato la figlia ad entrare nel mondo dello spettacolo quando questa aveva solo quattro mesi, facendola apparire sulla copertina della rivista American Baby. Felice ha pubblicizzato la Pampers e altre marche statunitensi. Ha studiato alla George Balachine School of Ballet. In seguito entra a far parte della New York City Ballet, esibendosi ne Lo schiaccianoci. Ha anche eseguito La bella addormentata e La bisbetica domata.

### Teatro e televisione
Nel 1979 è stata selezionata per quello che è il suo ruolo più noto, Nancy in L'albero delle mele. In precedenza era stata presa in considerazione per il ruolo di Kimberly Drummond nella serie principale Il mio amico Arnold, ma, una volta selezionata Dana Plato, i produttori la vollero per un eventuale spin-off. Fu la prima ad essere presa e la prima ad essere mandata via dopo la prima stagione. Non essendo più regolare dal 1980, ha comunque continuato a fare apparizioni fino al 1986. Altri programmi televisivi a cui ha lavorato sono: The Adams Chronicles, Alice e Love, American Style.
Ha anche lavorato per trasmissioni sportive della CBS. I suoi ruoli televisivi sono andati sempre più diradandosi con il passare del tempo.

### Cinema
Ha lavorato per diverse produzioni cinematografiche, come aiuto regista o assistente alla produzione. Tra queste si ricordino: JAG - Avvocati in divisa e Law & Order - Unità vittime speciali.

## Filmografia parziale
- Il mio amico Arnold (Diff'rent Strokes) - serie TV, un episodio (1979)
- L'albero delle mele (The Facts of Life) - serie TV, 19 episodi (1979-1986)